# 납 중독
납 중독( lead poisoning)은 중금속 납의 수준이 체내에서 높아지는 의학 조건이다. 연 중독(鉛中毒)이라고도 한다. 간단히 말해, 납의 독기로 일어나는 질병의 하나다. 언어 장애, 두통, 복통, 빈혈, 운동 마비 따위의 증상이 나타난다. 그러나 납 중독은 매우 희귀한 병이다.

## 역사
납 중독은 최초로 알려진, 가장 널리 연구된 일이자 환경 위해들 가운데 하나이다. 제련되어 사용된 최초의 금속들 가운데 하나인 납은 기원전 6,500년 경 아나톨리아에서 발견되어 처음 채굴된 것으로 간주된다.

## 페인트와 납
페인트는 건물, 혹은 담장, 밖으로 드러난 파이프처럼 외부 환경에 노출되는 시설을 보존하기 위하여 칠하는 경우가 많다. 예를 들어, 금속에 페인트를 칠하면 겉의 손상을 줄이고, 녹이 스는 것을 방지할 수 있다. 이처럼 페인트는 외부 환경으로부터 시설을 보호하므로 내구성이 페인트의 질을 결정 할 수 밖에 없다. 따라서, 일부 페인트 회사에서는 페인트에 납을 첨가한다. 그런 이유로 우리 주변환경에서 페인트는 중금속 때문에 유해할 수도 있다. 미국에서는 오래된 페인트 시설에 납 특유의 방사선을 측정하는 장치로 납 지수를 측정하여 위험한 수치인 경우 벗겨내어 새로 납이 포함되지 않은 페인트를 칠하는 등, 납 페인트 퇴치운동을 전개하고 있다.

## 휘발유와 납
옥탄가를 높이고 노킹을 줄이기 위해, 휘발유에 납 화합물인 사에틸납을 첨가하기도 하였다. 하지만, 납으로 인한 심각한 공해 문제 때문에 최근에는 이러한 납 화합물을 첨가하지 않은 휘발유 즉, 무연휘발유를 사용하고 있다. 그러나, 프로펠러기 등의 항공연료에는 여전히 유연휘발유가 사용된다.

## 소아 납중독
2000년대에 들어서 중국제 장난감에 의한 소아 납중독이 크게 문제되고 있다. 값싼 장난감에는 페인트의 내구성을 늘리기 위하여 납을 섞는 경우가 많다. 따라서 어린이들이 이런 유해한 페인트를 만지고 놀면서 자연스럽게 피부를 통하여 납 성분이 흡수된다. 피부가 아니라 어린이들이 장난감을 입에 넣어 빨기 때문에 흡수되는 경우도 아주 많다. 이는 납이 혓바닥의 미뢰를 특이하게 자극하여 단맛을 내도록 하기 때문인데, 단맛을 좋아하는 어린이들은 이러한 납 성분이 함유된 장난감을 계속 맛보게 되는 것이다.

## 납과 신경계
납의 악영향 중 하나는 신경계를 손상시킨다는 점이다. 납은 신경계를 손상시킴으로써 두뇌의 반응이 둔해지도록 하며, 심지어 지능을 낮아지게 할 수도 있다. 리처드 니스벳교수 의 저서인 인텔리전스에서 설명한 바에 의하면, 빈민가 아이들이 지능이 낮게 나오는 것은 교육적 자극이 부족한 탓도 있으나, 낡고 오래된 빈민가 건물의 벗겨진 페인트와 그 분말이 그들의 인체에 쉽게 흡수되는 탓도 있다고 한다. 그만큼 납은 신경계와 밀접한 연관성이 있으며, 두뇌가 한창 발달할 시기인 유아들과 청소년들이 특히 피해야할 존재라고 할 수 있다.

## 주요 납 흡수 경로
- 납으로 만들어지거나 납땜을 한 도관에서 나온 물을 마실 때
- 납으로 만들어진 도자기의 사용과 제조
- 착색유리 같은 것을 만드는 취미생활이나 수공예로 납을 사용할 때
- 또는 납이 함유된 특수한 민간요법을 이용할 때
- 외국에서 구입한 향신료가 납에 오염돼 있는 경우
- 납으로 오염된 토양에서 놀거나 납 폐수로 오염된 물을 마실 시
- 납이 함유된 탄약을 다루거나 총기를 손질할 때

## 증상
일반적으로 혈중 납 농도가 10-25 ug/dL인 아이의 경우, 체내에 과량의 납이 있다는 어떤 명확한 신호도 보이지 않는다. 손상이 명확하지 않을 수 있으며 아이가 취학연령이 되어 학습부진, 문제행동 또는 정신지체 가능성 있는 징후를 보일 때에야 비로소 인지하게 된다.
어린 아이들에게 납의 영향은 혈액 납농도 10 ug/dL마다 IQ 가 평균 2~3점 떨어지는 것으로 판단할 수 있다(4째 문단 '납과 신경계' 참고). 더 많은 노출에서는 아이들이 다음과 같은 것을 경험할 수 있다.
- 빈혈 (적혈구의 생성 감소)
- 피로 (지침과 피곤함)
- 두통
- 심한 복통과 경련통
- 청각 장애
- 성장지연
- 지속적인 구토
- 경련(뇌전증)
- 혼수

혈중 납 농도 40-50ug/dL인 성인은 위와 동일한 증상의 일부 또는 다음 증상 중 어느 것이 나타날 수 있다.
- 불면증
- 기억과 집중 장애
- 불임
- 신장손상
- 고혈압
- 임신 중 사산, 유산, 조산 또는 태아의 신경학적 발달 장애

## 같이 보기
- 초콜릿
- 납
- 아픈 건물 증후군